# Dragonslayer (álbum)
Dragonslayer é o primeiro álbum da banda Sueca de heavy metal Dream Evil.
| Críticas profissionais                                                      | Críticas profissionais |
| Avaliações da crítica                                                       | Avaliações da crítica  |
| Fonte                                                                       | Avaliação              |
| --------------------------------------------------------------------------- | ---------------------- |
| All Music Guide                                                             | [ 1 ]                  |
| Esta tabela precisa de ser acompanhada por texto em prosa. Consulte o guia. |                        |

## Faixas
1. "Chasing The Dragon" – 4:00
2. "In Flames You Burn" – 4:34
3. "Save Us" – 3:39
4. "Kingdom Of The Damned" – 3:54
5. "The Prophecy" – 4:14
6. "The Chosen Ones" – 5:02
7. "Losing You" – 5:56
8. "The 7th Day" – 3:33
9. "Heavy Metal In The Night" – 4:54
10. "H.M.J." – 2:46
11. "Hail To The King" – 3:30
12. "Outro" – 0:15

## Créditos
- Niklas Isfeldt - Vocais
- Fredrik Nordström - Guitarras, Teclados
- Gus G. - Guitarras
- Peter Stålfors - Baixo
- Snowy Shaw - Bateria